# Dienerella kashmirensis
Dienerella kashmirensis là một loài bọ cánh cứng trong họ Latridiidae. Loài này được Sen Gupta, T miêu tả khoa học năm 1976.